# マティアジュ・デベラク
マティアジュ・デベラク（Matjaž Debelak、1965年8月27日 - ）は、スロベニア・ブラスロフチェ(Braslovče)出身の元スキージャンプ選手で、ユーゴスラビアの代表選手として1986年から1990年に活躍した。

## プロフィール
彼の最もよく知られた実績は1988年のカルガリーオリンピックの90メートル級個人で銅メダル、90メートル級団体で銀メダルの2つのメダルを獲得したことである。
これにより1988年スロベニアスポーツマン・オブ・ザ・イヤーを受賞している。

1987年ノルディックスキー世界選手権（ドイツ、オーベルストドルフ）では90メートル級28位、70メートル級では23位。

1989年ノルディックスキー世界選手権（フィンランド、ラハティ）では90メートル級28位、70メートル級では6位入賞している。

スキージャンプ・ワールドカップには1985年12月22日にフランス、シャモニーの70メートル級でデビューし、8位となった。通算では5位に2度入ったのが最高位で、総合でも1986-1987シーズンの20位が最高である。